# Godehard Wolpers
Godehard Wolpers (* 7. Mai 1967) ist ein deutscher Fernsehproduzent.

## Leben
Wolpers studierte Germanistik und Politikwissenschaft in Köln. 1990 arbeitete er als studentische Hilfskraft beim WDR und lernte dort Herbert Feuerstein kennen, für den er Material lieferte und schließlich in Produktion der Sendung Schmidteinander zusammenarbeitete. 
Durch die Sendung, in der er, nach dem Ausruf „Wolpers!“, als angeblicher Sündenbock für Pannen in der jeweiligen Sendung von Harald Schmidt  und Herbert Feuerstein „verprügelt“ wurde, wurde Wolpers erstmals bekannt. Wolpers war Redakteur von Schmidteinander und an fast allen Sendungen der Produktion beteiligt. 
Später war er Produzent bei einer Reihe von Comedyformaten. Bei Sony Pictures verantwortete er unter anderem Produktionen wie Nikola, Ritas Welt und Mein Leben und ich. Auch an den Sendereihen Böse Mädchen, Achtung! Hartwich und Programmen mit Bülent Ceylan war er beteiligt. 2009 wechselte Wolpers als Produzent zur Kölner Firma Brainpool. Seit Januar 2017 ist Godehard Wolpers als Co-Geschäftsführer bei Brainpool für den Geschäftsbereich „Comedy and Artist Related Entertainment“ tätig. Er produzierte Formate wie LUKE! Die Schule und ich, CATCH! oder LUKE! Die Greatnightshow. In enger Zusammenarbeit mit Künstlern wie Bülent Ceylan, Faisal Kawusi, Carolin Kebekus, Eckart von Hirschhausen, Olaf Schubert oder Martin Rütter realisierte er Formate und Live-Programme. Mit Bülent Ceylan produzierte er unter anderem die Formate Die Bülent Ceylan Show und Bülent & seine Freunde für RTL. Die Arbeiten von Godehard Wolpers wurden vielfach nominiert und ausgezeichnet mit dem Deutschen Fernsehpreis (LUKE! Die 2000er und ich/LUKE! Die Schule und ich/LUKE! Die Woche und ich), dem Deutschen Comedypreis (LUKE! Die Woche und ich) und dem Grimme-Preis (CATCH!).
Wolpers ist verheiratet und hat drei Kinder.